# Maria Effinger

Maria Effinger in der großen Aula der LMU

Maria Effinger (* 4. Mai 1966 in Bremerhaven) ist eine deutsche Archäologin, Bibliothekarin und Spezialistin für Digital Humanities.

## Biografie
Effinger studierte an der Universität Freiburg Klassische Archäologie, Kunstgeschichte und Alte Geschichte. Dort wurde sie 1995 mit einer Arbeit über Minoischen Schmuck bei Wolf-Dietrich Niemeier promoviert. Von 1996 bis 1998 absolvierte sie ein Referendariat für den höheren Bibliotheksdienst (Staatsexamen Bibliotheksschule Frankfurt a. M.), seit 1998 ist sie Wissenschaftliche Bibliothekarin an der Universitätsbibliothek Heidelberg. Dort ist sie u. a. als Fachreferentin für Kunstgeschichte, Leiterin der Abteilung Publikationsdienste, Kulturelles Erbe und Digital Humanities und für das Zentrale Projektmanagement (u. a. Fachinformationsdienste Propylaeum) zuständig. Sie ist außerdem seit 2015 Geschäftsführerin von Heidelberg University Publishing (heiUP) und Open-Access-Beauftragte der Universität Heidelberg sowie seit 2020 Co-Sprecherin von NFDI4Culture (Task Area 4 „Data publication and data availability“).

## Bibliothekarische Projekte und Digital Humanities
Effinger trägt maßgeblich zur Digitalisierung der deutschen und internationalen Bibliothekslandschaft bei. So z. B. im Bereich der kunstwissenschaftlichen Quellen wie German Sales, ART-Journals oder archäologischer und ägyptologischer historischer Literatur, aber auch im Bereich der virtuellen Rekonstruktion mittelalterlicher Handschriftenbibliotheken.
Aktuelle Arbeitsschwerpunkte von Effinger an der Universitätsbibliothek Heidelberg sind das elektronische Publizieren im Open Access mit einem weiten Spektrum vom E-Book bis zur Digitalen Edition sowie der Aufbau und Betrieb einer modularen digitalen Infrastruktur mit besonderem Blick auf die Bedarfe der Digital Humanities. Diese dient der Arbeit mit Digitalisaten, digitalen Medien und Texten und umfasst Werkzeuge für semantische Modellierung, Bildannotation, Textedition sowie die wissenschaftliche Publikation.

## Auszeichnungen
- 2019 mit Katrin Bemmann Deutscher Archäologiepreis der Deutschen Gesellschaft für Ur- und Frühgeschichte[8]
- 2020 Merentibus-Medaille der Vereinigung der Kunsthistoriker Polens 2020

## Veröffentlichungen (Auswahl)
- Minoischer Schmuck (= British Archaeological Reports. International Series 646). Oxford 1996.
- mit Margit Krenn und Thomas Wolf: Der Vergangenheit eine Zukunft schaffen. Die Digitalisierung der Bibliotheca Palatina in der Universitätsbibliothek Heidelberg, in: BIT online 11.2 (2008), S. 157–166.
- Das Verborgene sichtbar machen. Neue Vermittlungs- und Vernetzungsmöglichkeiten durch die Digitalisierung mittelalterlicher Handschriften. In: Andreas Gardt, Mireille Schnyder u. Jürgen Wolf (Hrsg.): Buchkultur und Wissensvermittlung in Mittelalter und Früher Neuzeit. 2011, S. 55–67.
- Criticism, censorship and a new dawn. Around the turn of the twentieth century, art and satirical magazines flourished: their agenda and aesthetics set the standard for the art and literature of the art nouveau movement: now a digitisation project in Heidelberg is making a unique collection of magazines available online, in: German Research 35, 2015, S. 6–11.
- mit Frank Krabbes und Dulip Withange: Crossmediales Publizieren bei Heidelberg University Publishing, in: BIT online, Bd. 21. Wiesbaden, b.i.t. Verlag.-GmbH (2018), Nr. 5, S. 393–403
- Wissen verbreiten – im Open Access publizieren: Infrastrukturen für die Digitale Kunstgeschichte, in: Computing Art Reader. (2018), S. 269–285.
- mit Leonhard Maylein und Jakub Šimek: Von der elektronischen Bibliothek zur innovativen Forschungsinfrastruktur: digitale Angebote für die Geisteswissenschaften an der Universitätsbibliothek Heidelberg, in: Bibliothek, ISSN 1865-7648. 43 (2019), 2, S. 311–323.
- mit Stephan Hoppe, Harald Klinke und Bernd Krysmanski (Hrsg.): Von analogen und digitalen Zugängen zur Kunst: Festschrift für Hubertus Kohle zum 60. Geburtstag, Heidelberg: arthistoricum.net, 2019.
- mit Hubertus Kohle (Hrsg.): Die Zukunft des kunsthistorischen Publizierens. Heidelberg: arthistoricum.net, 2021, S. 171–188.
- Kunstgeschichte kommunizieren? Aufgaben, Herausforderungen und Weiterentwicklungspotenziale beim elektronischen Publizieren im Open Access. In: Kritische Berichte, Bd. 51, Nr. 1 (2023), S. 6–14. doi:10.11588/kb.2023.1.92820